# Prostřední Ves
Prostřední Ves je malá vesnice, část obce Bohdaneč v okrese Kutná Hora. Nachází se 1,5 km na severozápad od Bohdanče.
Prostřední Ves je také název katastrálního území o rozloze 3,25 km². V katastrálním území Prostřední Ves leží i Šlechtín.

## Název
Název vesnice se v historických pramenech objevuje ve tvarech: „in villa Prossyedneyeywssy“ (1381), „in Media villa“ (1390), Prostrziednye wes (1406), in Prostrzedniewsy (1414) a „ves, kteráž slove Prostržednij“ (1525).

## Historie
První písemná zmínka o vesnici pochází z roku 1381. V roce 1414 vlastnil část selských dvorů ve vsi karlštejnský purkrabí Kuneš z Olbramovic.

## Další fotografie

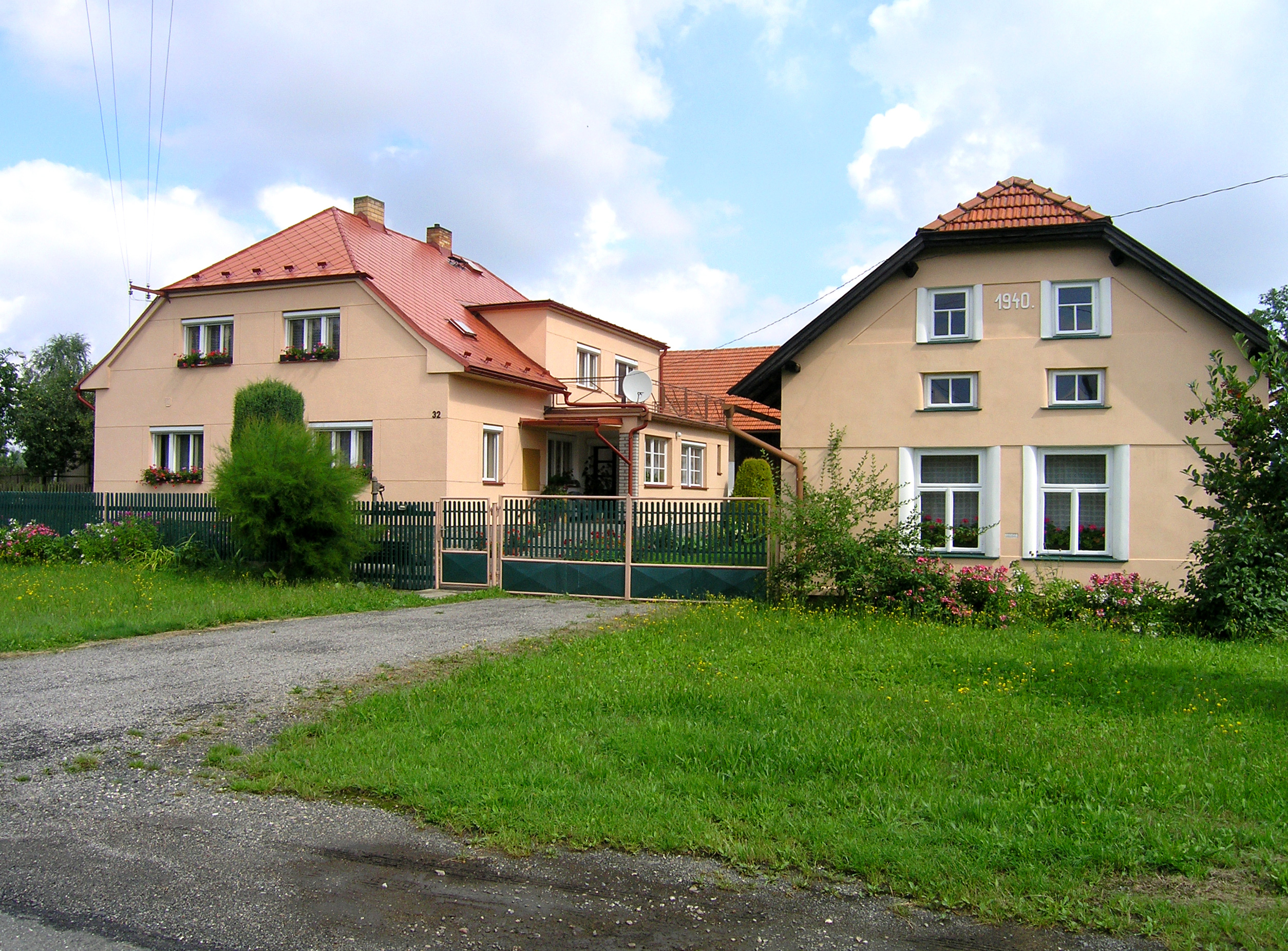
Vily na severu vesnice
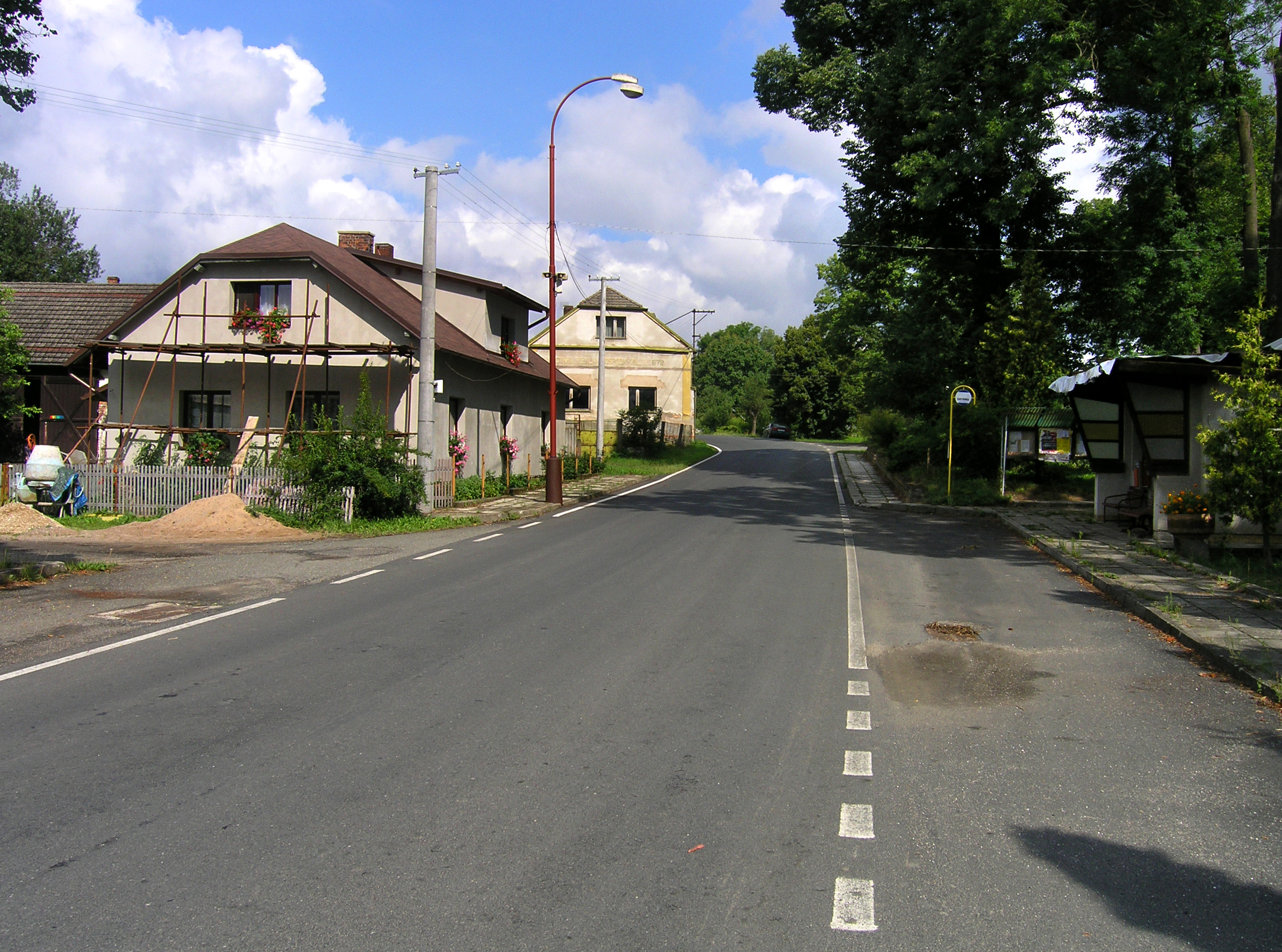
Silnice II/339
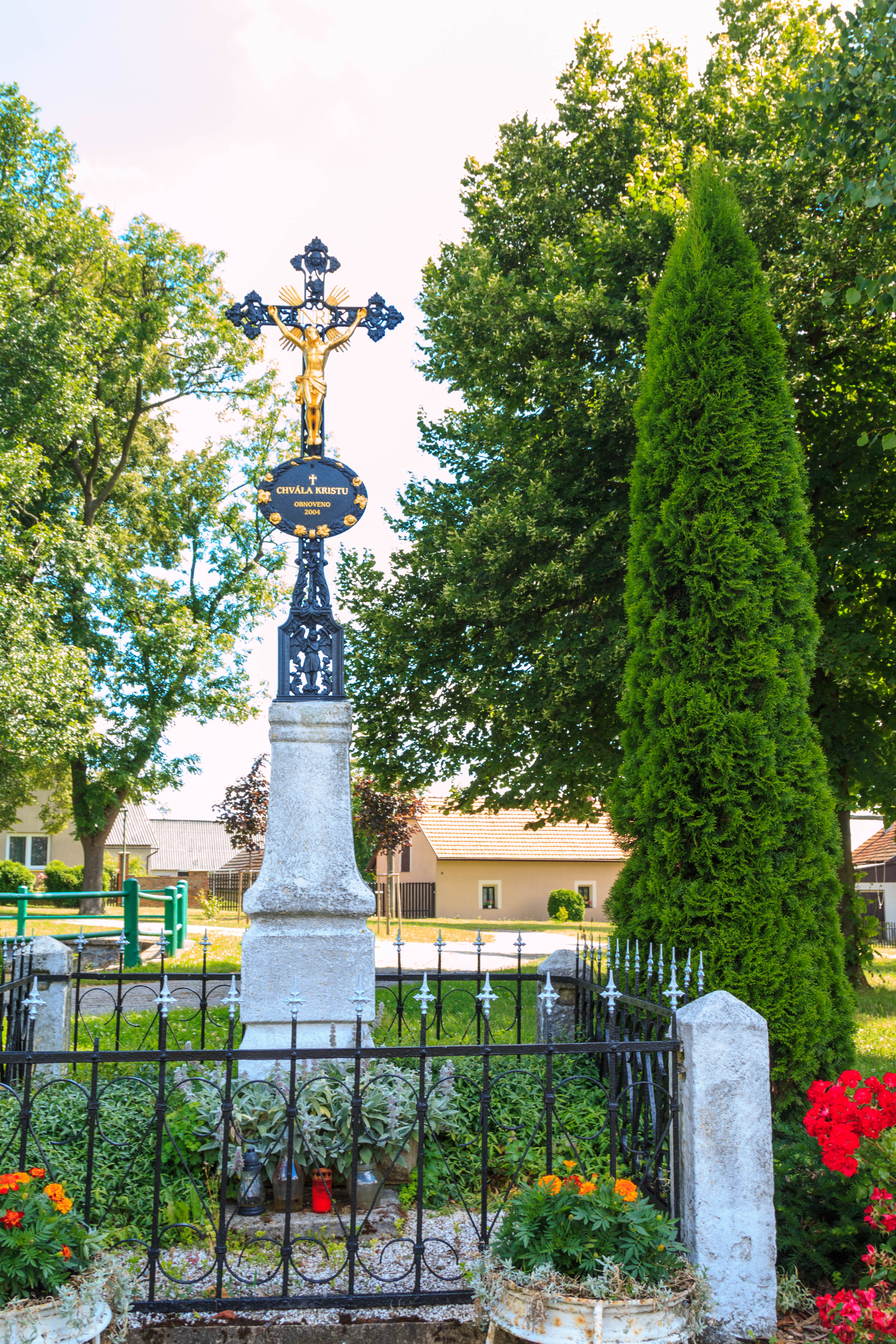
Prostřední Ves kříž
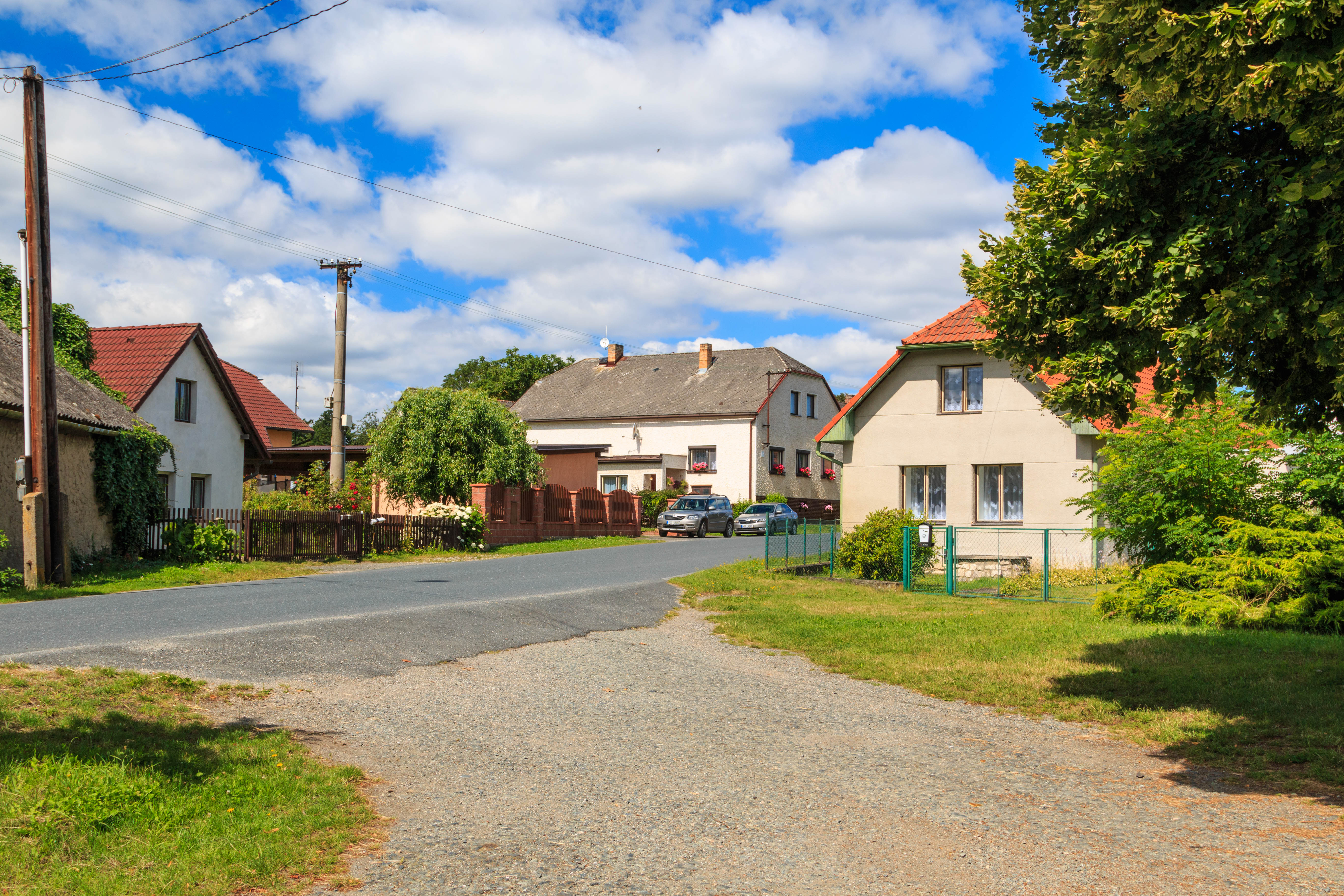
Prostřední Ves čp. 26